# 클레망 그르니에
클레망 그르니에(프랑스어: Clément Grenier, 1991년 1월 7일, 프랑스 엉노네 ~ )는 프랑스 국가대표 축구 선수이다. 공격형 미드필더인 그는 현재 라싱 산탄데르에서 뛰고 있다. 그르니에는 창의적인 플레이메이커로서 좋은 자질을 갖추었다. 프리킥 실력 또한 상당하다.